# Marquesado de Moctezuma
El marquesado de Moctezuma es un título nobiliario español creado por la reina Isabel II de España el 26 de febrero de 1864 a favor de Alonso Holgado-Moctezuma Díaz de Medina y Ahumada.

## Denominación
Su denominación hace referencia al nombre del monarca mexica Moctezuma II, ascendiente del primer titular.

## Ancestros de Alonso Holgado-Moctezuma Díaz de Medina y Ahumada, I marqués de Moctezuma
El II conde de Moctezuma de Tultengo, Diego Luis de Moctezuma de Porres, nacido probablemente en Madrid el 6 de agosto de 1627 y bautizado el 5 de septiembre del mismo año en la iglesia de los Santos Justo y Pastor, fue menino de la reina, II vizconde de Illucán, señor de la provincia de Tula, caballero de la Orden de Santiago y corregidor de Guadix. Falleció el 14 de enero de 1680 después de otorgar testamento el mismo día. De su primer matrimonio con Francisca de Palma y Madrigal tuvo una hija, Teresa Casilda, que murió con nueve años de edad. Después de enviudar, contrajo un segundo matrimonio con Luisa María Jofré de Loaysa y Carrillo, de quien tuvo una hija, Jerónima María de Moctezuma y Jofré de Loaysa, que heredó el título de su padre y fue la III condesa de Moctezuma de Tultengo.
Diego Luis de Moctezuma y Porres, el II conde de Moctezuma de Tueltengo, tuvo un hijo ilegítimo en Gregoria de Torres llamado Pedro Manuel de Moctezuma y Torres (Monterrojano de la Peza, Granada, febrero de 1654-Ronda, septiembre de 1717), capitán de nobles montados, caballero de las maestranzas de Granada (1687) y de Ronda. Contrajo matrimonio en la Catedral de Cádiz el 5 de febrero de 1679 con Isabel Ana de Loaysa y Ovalle de la Torre (m. 1729), IV señora de la villa de Arriate. De este matrimonio nacieron dos hijos: Tomasa Antonia de Moctezuma y Loaysa, casada con Manuel de Escalante y Vázquez Mondragón, sin sucesión, y Jerónimo Miguel de Moctezuma y Loaysa (Ronda, 1 de octubre de 1681-ca. 1751).
Jerónimo Miguel de Moctezuma y Loaysa fue caballero maestrante de Ronda, V señor de Arriate y regidor perpetuo de dicha villa. Se casó en Ronda el 26 de julio de 1702 con Teresa Manuela (o Micaela) de Salcedo y Ahumada (Ronda, 20 de diciembre de 1676-Ronda, 28 de octubre de 1751), fueron padres de varios hijos, entre ellos a José de Moctezuma y Salcedo (18 de diciembre de 1708-28 de octubre de 1766), casado el 1 de febrero de 1749 con María Nicolasa de Ahumada, hija natural de Juan de Ahumada y Fernández. Fruto de este matrimonio nació una hija, María Teresa de Ahumada y Moctezuma o Teresa de Moctezuma y Ahumada (n. Ronda, 13 de enero de 1750) quien testó el 8 de mayo de 1809 y había casado el 24 de junio de 1775 con Alonso Holgado y Díaz de Medina, caballero maestrante de Ronda. Estos últimos fueron los padres de Alonso Holgado-Moctezuma Díaz de Medina y Ahumada.

## Marqueses de Moctezuma
|                        | Titular                                                            | Periodo                |
| Creación por Isabel II | Creación por Isabel II                                             | Creación por Isabel II |
| ---------------------- | ------------------------------------------------------------------ | ---------------------- |
| I                      | Alonso Holgado-Moctezuma Díaz de Medina y Ahumada                  | 1864-1865              |
| II                     | José María Holgado y Vázquez de Mondragón                          | 1865-                  |
| III                    | María Teresa Holgado y Vázquez de Mondragón                        | -c. 1897               |
| IV                     | María de la Concepción Girón y Aragón Ezpeleta y Arias de Saavedra | c. 1897-1931           |
| V                      | María Luisa Girón y Canthal Méndez y Girón                         | 1951-1956              |
| VI                     | Gonzalo de Chávarri y Girón                                        | -2020                  |
| VII                    | Eduardo de Chávarri y Cabezudo                                     | 2021-actual titular    |

## Historia de los marqueses de Moctezuma
- Alonso Holgado-Moctezuma Díaz de Medina y Ahumada (m. 1865), I marqués de Moctezuma.

Casó con Francisca Vázquez de Mondragón y Quevedo. Le sucedió su hijo:
- José María Holgado y Vázquez de Mondragón, II marqués de Moctezuma.

Le sucedió su hermana:
- María Teresa Holgado y Vázquez de Mondragón (Ronda, 20 de enero de 1824-ca. 1897), III marquesa de Moctezuma, título que heredó en 1891, así como el señorío de Arriate después de la muerte de sus padres y hermanos. Gran benefactora de la ciudad de Ronda, creó la Fundación Moctezuma, precursora de la Caja de Ahorros de Ronda. Murió soltera y sin descendencia.[11][12]

Sucedió en el título en 1899 una parienta de una rama colateral, hija de Bernarda de Moctezuma y Salcedo, hermana de Teresa de Moctezuma y Ahumada, la madre de Alonso Holgado-Moctezuma Díaz de Medina y Ahumada, I marqués de Moctezuma;
- María de la Concepción Girón y Aragón Ezpeleta y Arias de Saavedra (Madrid, 22 de enero de 1849-Madrid, 7 de julio de 1931),[13] IV marquesa de Moctezuma por real carta de sucesión de Alfonso XIII de España del 24 de junio de 1899, dama de la reina, de la Real Maestranza de Ronda, y de la Orden de María Luisa en 1904.[13] Era hija de Francisco Javier Girón y Ezpeleta, II duque de Ahumada y V marqués de las Amarillas, fundador de la Guardia Civil, y de Nicolasa de Aragón y Arias de Saavedra, natural de Utrera.[13]

Se casó en Madrid en la catedral de la Almudena el 21 de enero de 1885 con Luis Gonzaga Pignatelli de Aragón y Antenas (París, 3 de febrero de 1834-París, 15 de noviembre de 1894), príncipe del Sacro Romano Imperio y maestrante de Zaragoza en 1863. Sin sucesión de este matrimonio, le sucedió su sobrina;
- María Luisa Girón y Canthal Méndez y Girón (m. Madrid, 9 de mayo de 1956),[15] V marquesa de Moctezuma desde 1951,[14] Era hija de Francisco Javier Girón y Méndez y de su esposa Emilia Canthal y Girón.

Se casó con Gonzalo de Chávarri y Santiago-Concha, IV marqués de Águila Real y III marqués pontificio de Gorbea, hijo de Gonzalo de Chávarri y de Iranzo, III marqués de Águila de Real y II marqués pontificio de Gorbea. Fueron padres de Gonzalo, Francisco Javier, Isabel y Jaime de Chávarri y Girón. Le sucedió su hijo:
- Gonzalo de Chávarri y Girón (m. Madrid, 3 de marzo de 2020), VI marqués de Moctezuma y V marqués pontificio de Gorbea.[19]

Se casó con María del Pilar Cabezudo Ramírez. Le sucedió su hijo:
- Eduardo de Chávarri y Cabezudo, V marqués de Moctezuma[20] y V marqués de Águila Real (2003-presente).[21]